# Championnat de Tchéquie de football
Le championnat de Tchéquie de football, dénommé « Liga » (ou « Chance Liga » pour des raisons de parrainage avec Chance), est créé en 1993 et organisé par la Fédération de République tchèque de football.
De 1925 à 1993, les clubs du pays ont participé au Championnat de Tchécoslovaquie de football, avec seulement une interruption de 1938 à 1944, lorsqu'il a été joué dans le protectorat de Bohême-Moravie, État fantoche de l’Allemagne nazie.

## Histoire
Les premières compétitions de football en Tchéquie datent de 1896 où un premier tournoi de Bohême et Moravie est organisé à Prague. Avec le développement du football, des compétitions régionales sont organisées jusqu'en 1925 avec la création du Championnat de Tchécoslovaquie de football. En 1938, à la suite d'une décision d'Adolf Hitler, la Tchécoslovaquie est coupée en deux. Un championnat est organisé en Bohême et en Moravie (actuelle Tchéquie).
En 1993, après la Révolution de Velours, la Tchécoslovaquie est démantelée, le Championnat de Tchéquie de football voit le jour. Le premier champion de Tchéquie est le Sparta Prague.

## Palmarès

### 1909 à 1917
| Saison | Champion      | Vice-champion           |
| ------ | ------------- | ----------------------- |
| 1909   | Sparta Prague | SK Smíchov              |
| 1912   | Sparta Prague | AFK Kolín               |
| 1913   | Slavia Prague | SK Moravská Slavia Brno |
| 1915   | Slavia Prague | SK Smíchov              |
| 1917   | DFC Prague    | FK Viktoria Žižkov      |

### 1938 à 1944
| Saison    | Champion      | Vice-champion |
| --------- | ------------- | ------------- |
| 1939-1940 | Slavia Prague | Sparta Prague |
| 1940-1941 | Slavia Prague | SK Plzeň      |
| 1941-1942 | Slavia Prague | SK Prostějov  |
| 1942-1943 | Slavia Prague | Sparta Prague |
| 1943-1944 | Sparta Prague | Slavia Prague |

### Depuis 1993
| Saison    | Champion           | Vice-champion   | Meilleur buteur                                                               |
| --------- | ------------------ | --------------- | ----------------------------------------------------------------------------- |
| 1993-1994 | Sparta Prague (1)  | Slavia Prague   | Horst Siegl (Sparta Prague, 20)                                               |
| 1994-1995 | Sparta Prague (2)  | Slavia Prague   | Radek Drulák (Petra Drnovice, 15)                                             |
| 1995-1996 | Slavia Prague (1)  | Sigma Olomouc   | Radek Drulák (Petra Drnovice, 22)                                             |
| 1996-1997 | Sparta Prague (3)  | Slavia Prague   | Horst Siegl (Sparta Prague, 19)                                               |
| 1997-1998 | Sparta Prague (4)  | Slavia Prague   | Horst Siegl (Sparta Prague, 13)                                               |
| 1998-1999 | Sparta Prague (5)  | FK Teplice      | Horst Siegl (Sparta Prague, 18)                                               |
| 1999-2000 | Sparta Prague (6)  | Slavia Prague   | Vratislav Lokvenc (Sparta Prague, 22)                                         |
| 2000-2001 | Sparta Prague (7)  | Slavia Prague   | Vítězslav Tuma (Petra Drnovice, 15)                                           |
| 2001-2002 | Slovan Liberec (1) | Sparta Prague   | Jiří Štajner (Slovan Liberec, 15)                                             |
| 2002-2003 | Sparta Prague (8)  | Slavia Prague   | Jiří Kowalík (FC Synot, 16)                                                   |
| 2003-2004 | Baník Ostrava (1)  | Sparta Prague   | Marek Heinz (Baník Ostrava, 19)                                               |
| 2004-2005 | Sparta Prague (9)  | Slavia Prague   | Tomáš Jun (Sparta Prague, 14)                                                 |
| 2005-2006 | Slovan Liberec (2) | Mladá Boleslav  | Milan Ivana (FC Slovácko, 11)                                                 |
| 2006-2007 | Sparta Prague (10) | Slavia Prague   | Luboš Pecka (Mladá Boleslav, 16)                                              |
| 2007-2008 | Slavia Prague (2)  | Sparta Prague   | Václav Svěrkoš (Baník Ostrava, 15)                                            |
| 2008-2009 | Slavia Prague (3)  | Sparta Prague   | Andrej Kerić (Slovan Liberec, 15)                                             |
| 2009-2010 | Sparta Prague (11) | Baumit Jablonec | Michal Ordoš (Sigma Olomouc, 12)                                              |
| 2010-2011 | Viktoria Plzeň (1) | Sparta Prague   | David Lafata (Bamit Jablonec, 19)                                             |
| 2011-2012 | Slovan Liberec (3) | Sparta Prague   | David Lafata (Bamit Jablonec, 25)                                             |
| 2012-2013 | Viktoria Plzeň (2) | Sparta Prague   | David Lafata (Bamit Jablonec/Sparta Prague, 20)                               |
| 2013-2014 | Sparta Prague (12) | Viktoria Plzeň  | Josef Hušbauer (Sparta Prague, 18)                                            |
| 2014-2015 | Viktoria Plzeň (3) | Sparta Prague   | David Lafata (Sparta Prague, 20)                                              |
| 2015-2016 | Viktoria Plzeň (4) | Sparta Prague   | David Lafata (Sparta Prague, 20)                                              |
| 2016-2017 | Slavia Prague (4)  | Viktoria Plzeň  | David Lafata (Sparta Prague, 15) Milan Škoda (Slavia Prague, 15)              |
| 2017-2018 | Viktoria Plzeň (5) | Slavia Prague   | Michael Krmenčík (Viktoria Plzeň, 16)                                         |
| 2018-2019 | Slavia Prague (5)  | Viktoria Plzeň  | Nikolaï Komlitchenko (Mladá Boleslav, 29)                                     |
| 2019-2020 | Slavia Prague (6)  | Viktoria Plzeň  | Petar Musa (Slovan Liberec/Slavia Prague, 14) Libor Kozák (Sparta Prague, 14) |
| 2020-2021 | Slavia Prague (7)  | Sparta Prague   | Jan Kuchta (Slavia Prague, 15) Adam Hložek (Sparta Prague, 15)                |
| 2021-2022 | Viktoria Plzeň (6) | Slavia Prague   | Jean-David Beauguel (Viktoria Plzeň, 19)                                      |
| 2022-2023 | Sparta Prague (13) | Slavia Prague   | Václav Jurečka (Slavia Prague, 20)                                            |
| 2023-2024 | Sparta Prague (14) | Slavia Prague   | Václav Jurečka (Slavia Prague, 19)                                            |
| 2024-2025 | Slavia Prague (8)  | Viktoria Plzeň  | Jan Kliment (Sigma Olomouc, 18)                                               |

#### Bilan par club
| Club            | Titres | Années                                                                             |
| --------------- | ------ | ---------------------------------------------------------------------------------- |
| Sparta Prague   | 14     | 1994, 1995, 1997, 1998, 1999, 2000, 2001, 2003, 2005, 2007, 2010, 2014, 2023, 2024 |
| Slavia Prague   | 8      | 1996, 2008, 2009, 2017, 2019, 2020, 2021, 2025                                     |
| Viktoria Plzeň  | 6      | 2011, 2013, 2015, 2016, 2018, 2022                                                 |
| Slovan Liberec  | 3      | 2002, 2006, 2012                                                                   |
| Baník Ostrava   | 1      | 2004                                                                               |
| Sigma Olomouc   | 0      |                                                                                    |
| FK Teplice      | 0      |                                                                                    |
| Mladá Boleslav  | 0      |                                                                                    |
| Baumit Jablonec | 0      |                                                                                    |

## Performances des clubs par saison
Au total, 35 clubs ont participé à la compétition depuis 1996. Seuls trois clubs ont participé à toutes les éditions de la compétition (L'AC Sparta Prague , le SK Slavia Prague et le FC Slovan Liberec. À l'inverse, sept autres formations n'ont participé qu'à une seule campagne en première division.
Le tableau suivant reprend l'historique de chaque saison :
| AC Sparta Prague                          | 1                                           | 1                                           | 4                                           | 1                                           | 1                                           | 1                                           | 1                                           | 1                     | 2                     | 1                     | 2                     | 1                     | 5                     | 1                     | 2                     | 2                     | 1                     | 2                     | 2                     | 2                     | 1                     | 2                     | 2                     | 3                     | 5                     | 3                     | 3                     | 2                     | 3                     | 1                     |                 |                 |
| SK Slavia Prague                          | 2                                           | 2                                           | 1                                           | 2                                           | 2                                           | 3                                           | 2                                           | 2                     | 5                     | 2                     | 4                     | 2                     | 3                     | 2                     | 1                     | 1                     | 7                     | 9                     | 12                    | 7                     | 13                    | 11                    | 5                     | 1                     | 2                     | 1                     | 1                     | 1                     | 2                     | 2                     |                 |                 |
| FC Viktoria Plzeň                         | 5                                           | 9                                           | 9                                           | 11                                          | 13                                          | 15                                          | –                                           | 16                    | –                     | –                     | 16                    | –                     | 14                    | 6                     | 9                     | 8                     | 5                     | 1                     | 3                     | 1                     | 2                     | 1                     | 1                     | 2                     | 1                     | 2                     | 2                     | 5                     | 1                     | 3                     |                 |                 |
| Bohemians Prague 1905                     | 14                                          | 15                                          | –                                           | 16                                          | –                                           | –                                           | 7                                           | 9                     | 4                     | 15                    | –                     | –                     | –                     | –                     | 15                    | –                     | 12                    | 6                     | 15                    | –                     | 14                    | 8                     | 9                     | 13                    | 7                     | 11                    | 8                     | 10                    | 14                    | 4                     |                 |                 |
| 1. FC Slovácko                            | sous le nom de FC Slov. Slavia Uh. Hradiště | sous le nom de FC Slov. Slavia Uh. Hradiště | sous le nom de FC Slov. Slavia Uh. Hradiště | sous le nom de FC Slov. Slavia Uh. Hradiště | sous le nom de FC Slov. Slavia Uh. Hradiště | sous le nom de FC Slov. Slavia Uh. Hradiště | sous le nom de FC Slov. Slavia Uh. Hradiště | 11                    | 11                    | 8                     | 5                     | 13                    | 7                     | 16                    | –                     | –                     | 14                    | 12                    | 7                     | 9                     | 6                     | 9                     | 8                     | 12                    | 12                    | 12                    | 10                    | 4                     | 4                     | 5                     |                 |                 |
| SK Sigma Olomouc                          | 7                                           | 8                                           | 2                                           | 8                                           | 3                                           | 4                                           | 12                                          | 3                     | 10                    | 11                    | 3                     | 4                     | 9                     | 14                    | 11                    | 4                     | 6                     | 4                     | 11                    | 5                     | 15                    | –                     | 15                    | –                     | 4                     | 8                     | 11                    | 9                     | 8                     | 6                     |                 |                 |
| FC Slovan Liberec                         | 9                                           | 4                                           | 7                                           | 5                                           | 5                                           | 9                                           | 8                                           | 6                     | 1                     | 4                     | 6                     | 5                     | 1                     | 4                     | 6                     | 3                     | 9                     | 7                     | 1                     | 3                     | 4                     | 12                    | 3                     | 9                     | 6                     | 6                     | 5                     | 6                     | 9                     | 7                     |                 |                 |
| FC Hradec Králové                         | 13                                          | 12                                          | 14                                          | 14                                          | 11                                          | 8                                           | 16                                          | –                     | 12                    | 16                    | –                     | –                     | –                     | –                     | –                     | –                     | –                     | 8                     | 13                    | 16                    | –                     | 15                    | –                     | 15                    | –                     | –                     | –                     | –                     | 6                     | 8                     |                 |                 |
| FK Mladá Boleslav                         | –                                           | –                                           | –                                           | –                                           | –                                           | –                                           | –                                           | –                     | –                     | –                     | –                     | 14                    | 2                     | 3                     | 7                     | 6                     | 8                     | 5                     | 4                     | 8                     | 3                     | 4                     | 4                     | 4                     | 9                     | 7                     | 7                     | 11                    | 7                     | 9                     |                 |                 |
| SK Dynamo Č. Budějovice                   | 6                                           | 7                                           | 11                                          | 6                                           | 15                                          | –                                           | 13                                          | 15                    | –                     | 13                    | 8                     | 15                    | –                     | 10                    | 13                    | 10                    | 13                    | 11                    | 10                    | 15                    | –                     | 16                    | –                     | –                     | –                     | –                     | 9                     | 13                    | 10                    | 10                    |                 |                 |
| FC Baník Ostrava                          | 3                                           | 11                                          | 12                                          | 10                                          | 4                                           | 5                                           | 11                                          | 14                    | 6                     | 5                     | 1                     | 7                     | 6                     | 7                     | 3                     | 9                     | 3                     | 14                    | 14                    | 14                    | 10                    | 13                    | 16                    | –                     | 13                    | 5                     | 6                     | 8                     | 5                     | 11                    |                 |                 |
| FK Teplice                                | –                                           | –                                           | –                                           | 13                                          | 7                                           | 2                                           | 5                                           | 8                     | 7                     | 6                     | 9                     | 3                     | 4                     | 8                     | 5                     | 7                     | 4                     | 10                    | 5                     | 11                    | 5                     | 7                     | 12                    | 5                     | 8                     | 10                    | 12                    | 15                    | 15                    | 12                    |                 |                 |
| FK Baumit Jablonec                        | –                                           | 10                                          | 3                                           | 3                                           | 6                                           | 12                                          | 14                                          | 12                    | 9                     | 12                    | 10                    | 6                     | 8                     | 9                     | 12                    | 5                     | 2                     | 3                     | 8                     | 4                     | 11                    | 3                     | 7                     | 8                     | 3                     | 4                     | 4                     | 3                     | 13                    | 13                    |                 |                 |
| FK Pardubice                              | créé en 2008                                | créé en 2008                                | créé en 2008                                | créé en 2008                                | créé en 2008                                | créé en 2008                                | créé en 2008                                | créé en 2008          | créé en 2008          | créé en 2008          | créé en 2008          | créé en 2008          | créé en 2008          | créé en 2008          | –                     | –                     | –                     | –                     | –                     | –                     | –                     | –                     | –                     | –                     | –                     | –                     | –                     | 7                     | 11                    | 14                    |                 |                 |
| FC Fastav Zlín                            | 11                                          | 14                                          | 15                                          | –                                           | –                                           | –                                           | –                                           | –                     | –                     | 7                     | 7                     | 10                    | 11                    | 13                    | 8                     | 15                    | –                     | –                     | –                     | –                     | –                     | –                     | 13                    | 6                     | 10                    | 9                     | 13                    | 14                    | 12                    | 15                    |                 |                 |
| FC Zbrojovka Brno                         | 12                                          | 3                                           | 8                                           | 4                                           | 10                                          | 7                                           | 4                                           | 13                    | 8                     | 9                     | 14                    | 11                    | 12                    | 5                     | 4                     | 11                    | 11                    | 15                    | –                     | 13                    | 9                     | 14                    | 6                     | 11                    | 16                    | –                     | –                     | 16                    | –                     | 16                    |                 |                 |
| Autres Participants                       | 94                                          | 95                                          | 96                                          | 97                                          | 98                                          | 99                                          | 00                                          | 01                    | 02                    | 03                    | 04                    | 05                    | 06                    | 07                    | 08                    | 09                    | 10                    | 11                    | 12                    | 13                    | 14                    | 15                    | 16                    | 17                    | 18                    | 19                    | 20                    | 21                    | 22                    | 23                    |                 |                 |
| MFK Karviná                               | créé en 2003                                | créé en 2003                                | créé en 2003                                | créé en 2003                                | créé en 2003                                | créé en 2003                                | créé en 2003                                | créé en 2003          | créé en 2003          | créé en 2003          | –                     | –                     | –                     | –                     | –                     | –                     | –                     | –                     | –                     | –                     | –                     | –                     | –                     | 10                    | 14                    | 15                    | 14                    | 12                    | 16                    | –                     |                 |                 |
| 1. FK Příbram                             | –                                           | –                                           | –                                           | –                                           | 13                                          | 13                                          | 6                                           | 4                     | 13                    | 10                    | 11                    | 9                     | 13                    | 15                    | –                     | 12                    | 10                    | 13                    | 9                     | 12                    | 12                    | 5                     | 14                    | 16                    | –                     | 14                    | 16                    | 17                    | –                     | –                     |                 |                 |
| SFC Opava                                 | –                                           | –                                           | 6                                           | 9                                           | 12                                          | 14                                          | 15                                          | –                     | 16                    | –                     | 12                    | 16                    | –                     | –                     | –                     | –                     | –                     | –                     | –                     | –                     | –                     | –                     | –                     | –                     | –                     | 12                    | 15                    | 18                    | –                     | –                     |                 |                 |
| Dukla Prague                              | 16                                          | –                                           | –                                           | –                                           | –                                           | –                                           | –                                           | –                     | –                     | –                     | –                     | –                     | –                     | –                     | –                     | –                     | –                     | –                     | 6                     | 6                     | 7                     | 6                     | 10                    | 7                     | 11                    | 16                    | –                     | –                     | –                     | –                     |                 |                 |
| FC Vysočina Jihlava                       | –                                           | –                                           | –                                           | –                                           | –                                           | –                                           | –                                           | –                     | –                     | –                     | –                     | –                     | 15                    | –                     | –                     | –                     | –                     | –                     | –                     | 10                    | 8                     | 10                    | 11                    | 14                    | 15                    | –                     | –                     | –                     | –                     | –                     |                 |                 |
| 1. SC Znojmo                              | –                                           | –                                           | –                                           | –                                           | –                                           | –                                           | –                                           | –                     | –                     | –                     | –                     | –                     | –                     | –                     | –                     | –                     | –                     | –                     | –                     | –                     | 16                    | –                     | –                     | –                     | –                     | –                     | –                     | –                     | –                     | –                     |                 |                 |
| FK Viktoria Žižkov                        | 8                                           | 5                                           | 10                                          | 12                                          | 8                                           | 10                                          | 9                                           | 5                     | 3                     | 3                     | 15                    | –                     | –                     | –                     | 10                    | 16                    | –                     | –                     | 16                    | –                     | –                     | –                     | –                     | –                     | –                     | –                     | –                     | –                     | –                     | –                     |                 |                 |
| FK Ústí nad Labem                         | –                                           | –                                           | –                                           | –                                           | –                                           | –                                           | –                                           | –                     | –                     | –                     | –                     | –                     | –                     | –                     | –                     | –                     | –                     | 16                    | –                     | –                     | –                     | –                     | –                     | –                     | –                     | –                     | –                     | –                     | –                     | –                     |                 |                 |
| SK Kladno                                 | –                                           | –                                           | –                                           | –                                           | –                                           | –                                           | –                                           | –                     | –                     | –                     | –                     | –                     | –                     | 11                    | 14                    | 14                    | 15                    | –                     | –                     | –                     | –                     | –                     | –                     | –                     | –                     | –                     | –                     | –                     | –                     | –                     |                 |                 |
| FK Bohemians Praha                        | –                                           | –                                           | –                                           | –                                           | –                                           | –                                           | –                                           | –                     | –                     | –                     | –                     | –                     | –                     | –                     | –                     | 13                    | 16                    | –                     | –                     | –                     | –                     | –                     | –                     | –                     | disparu en 2017       | disparu en 2017       | disparu en 2017       | disparu en 2017       | disparu en 2017       | disparu en 2017       |                 |                 |
| FK Baník Most                             | –                                           | –                                           | –                                           | –                                           | –                                           | –                                           | –                                           | –                     | –                     | –                     | –                     | –                     | 10                    | 12                    | 16                    | –                     | –                     | –                     | –                     | –                     | –                     | –                     | –                     | disparu en 2016       | disparu en 2016       | disparu en 2016       | disparu en 2016       | disparu en 2016       | disparu en 2016       | disparu en 2016       |                 |                 |
| FK Chmel Blšany                           | –                                           | –                                           | –                                           | –                                           | –                                           | 6                                           | 10                                          | 10                    | 14                    | 14                    | 13                    | 12                    | 16                    | –                     | –                     | –                     | –                     | –                     | –                     | –                     | –                     | –                     | –                     | disparu en 2016       | disparu en 2016       | disparu en 2016       | disparu en 2016       | disparu en 2016       | disparu en 2016       | disparu en 2016       |                 |                 |
| 1. FK Drnovice                            | 10                                          | 6                                           | 5                                           | 7                                           | 9                                           | 11                                          | 3                                           | 7                     | 15                    | –                     | –                     | 8                     | –                     | disparu en 2006       | disparu en 2006       | disparu en 2006       | disparu en 2006       | disparu en 2006       | disparu en 2006       | disparu en 2006       | disparu en 2006       | disparu en 2006       | disparu en 2006       | disparu en 2006       | disparu en 2006       | disparu en 2006       | disparu en 2006       | disparu en 2006       | disparu en 2006       | disparu en 2006       |                 |                 |
| FC Karviná                                | –                                           | –                                           | –                                           | 15                                          | –                                           | 16                                          | –                                           | –                     | –                     | –                     | disparu en 2003       | disparu en 2003       | disparu en 2003       | disparu en 2003       | disparu en 2003       | disparu en 2003       | disparu en 2003       | disparu en 2003       | disparu en 2003       | disparu en 2003       | disparu en 2003       | disparu en 2003       | disparu en 2003       | disparu en 2003       | disparu en 2003       | disparu en 2003       | disparu en 2003       | disparu en 2003       | disparu en 2003       | disparu en 2003       |                 |                 |
| AFK Atlantic Lázně Bohdaneč               | –                                           | –                                           | –                                           | –                                           | 16                                          | –                                           | –                                           | disparu en 2000       | disparu en 2000       | disparu en 2000       | disparu en 2000       | disparu en 2000       | disparu en 2000       | disparu en 2000       | disparu en 2000       | disparu en 2000       | disparu en 2000       | disparu en 2000       | disparu en 2000       | disparu en 2000       | disparu en 2000       | disparu en 2000       | disparu en 2000       | disparu en 2000       | disparu en 2000       | disparu en 2000       | disparu en 2000       | disparu en 2000       | disparu en 2000       | disparu en 2000       |                 |                 |
| FK Union Cheb                             | 4                                           | 13                                          | 13                                          | disparu en 1996                             | disparu en 1996                             | disparu en 1996                             | disparu en 1996                             | disparu en 1996       | disparu en 1996       | disparu en 1996       | disparu en 1996       | disparu en 1996       | disparu en 1996       | disparu en 1996       | disparu en 1996       | disparu en 1996       | disparu en 1996       | disparu en 1996       | disparu en 1996       | disparu en 1996       | disparu en 1996       | disparu en 1996       | disparu en 1996       | disparu en 1996       | disparu en 1996       | disparu en 1996       | disparu en 1996       | disparu en 1996       | disparu en 1996       | disparu en 1996       | disparu en 1996 | disparu en 1996 |
| FC SYNOT Slovácká Slavia Uherské Hradiště | –                                           | –                                           | 16                                          | –                                           | –                                           | –                                           | –                                           | devenu 1. FC Slovácko | devenu 1. FC Slovácko | devenu 1. FC Slovácko | devenu 1. FC Slovácko | devenu 1. FC Slovácko | devenu 1. FC Slovácko | devenu 1. FC Slovácko | devenu 1. FC Slovácko | devenu 1. FC Slovácko | devenu 1. FC Slovácko | devenu 1. FC Slovácko | devenu 1. FC Slovácko | devenu 1. FC Slovácko | devenu 1. FC Slovácko | devenu 1. FC Slovácko | devenu 1. FC Slovácko | devenu 1. FC Slovácko | devenu 1. FC Slovácko | devenu 1. FC Slovácko | devenu 1. FC Slovácko | devenu 1. FC Slovácko | devenu 1. FC Slovácko | devenu 1. FC Slovácko |                 |                 |
| SK Benešov                                | –                                           | 16                                          | –                                           | –                                           | –                                           | –                                           | –                                           | –                     | –                     | –                     | –                     | –                     | –                     | –                     | –                     | –                     | –                     | –                     | –                     | –                     | –                     | –                     | –                     | –                     | –                     | –                     | –                     | –                     | –                     | –                     |                 |                 |
| FC Kovkor Vítkovice                       | 15                                          | –                                           | –                                           | –                                           | –                                           | –                                           | –                                           | –                     | –                     | –                     | –                     | –                     | –                     | –                     | –                     | –                     | –                     | –                     | –                     | –                     | –                     | –                     | –                     | –                     | –                     | –                     | –                     | –                     | –                     | –                     |                 |                 |

## Compétitions européennes

### Classement du championnat
Le tableau ci-dessous récapitule le classement de la Tchéquie au coefficient UEFA depuis 1994. Ce coefficient par nation est utilisé pour attribuer à chaque pays un nombre de places pour les compétitions européennes ainsi que les tours auxquels les clubs doivent entrer dans la compétition.
| 1994 | 1995 | 1996 | 1997 | 1998 | 1999 | 2000 | 2001 | 2002 | 2003 | 2004 | 2005 | 2006 | 2007 | 2008 | 2009 | 2010 | 2011 | 2012 | 2013 | 2014 | 2015 | 2016 | 2017 | 2018 | 2019 | 2020 | 2021 | 2022 | 2023 | 2024 | 2025 |
| ---- | ---- | ---- | ---- | ---- | ---- | ---- | ---- | ---- | ---- | ---- | ---- | ---- | ---- | ---- | ---- | ---- | ---- | ---- | ---- | ---- | ---- | ---- | ---- | ---- | ---- | ---- | ---- | ---- | ---- | ---- | ---- |
| 41   | 32   | 16   | 16   | 9    | 10   | 8    | 11   | 11   | 12   | 9    | 12   | 14   | 13   | 15   | 18   | 18   | 18   | 19   | 17   | 15   | 14   | 13   | 11   | 13   | 13   | 15   | 17   | 16   | 15   | 10   | 9    |

Le tableau suivant affiche le coefficient actuel du championnat tchèque.
| Rang | Pays     | 2020-2021 | 2021-2022 | 2022-2023 | 2023-2024 | 2024-2025 | Coefficient |
| ---- | -------- | --------- | --------- | --------- | --------- | --------- | ----------- |
| 7    | Portugal | 9,600     | 12,916    | 12,500    | 11,000    | 16,250    | 62,266      |
| 8    | Belgique | 6,000     | 6,600     | 14,200    | 14,400    | 15,650    | 56,850      |
| 9    | Tchéquie | 6,600     | 6,700     | 6,750     | 13,500    | 10,550    | 44,100      |
| 10   | Turquie  | 3,100     | 6,700     | 11,800    | 12,000    | 10,300    | 43,900      |
| 11   | Norvège  | 6,500     | 7,625     | 5,750     | 8,000     | 11,812    | 39,687      |

### Coefficient UEFA des clubs
| Rang | Club           | 2020-2021 | 2021-2022 | 2022-2023 | 2023-2024 | 2024-2025 | Coefficient |
| ---- | -------------- | --------- | --------- | --------- | --------- | --------- | ----------- |
| 42   | Slavia Prague  | 16,000    | 10,000    | 6,000     | 15,000    | 4,000     | 51,000      |
| 56   | Viktoria Plzeň | 2,500     | 2,500     | 4,000     | 17,000    | 13,250    | 39,250      |
| 71   | Sparta Prague  | 4,000     | 5,000     | 1,500     | 10,000    | 9,000     | 29,500      |

## Identité visuelle

### Logos

Gambrinus Liga (2010-2014)
Synot Liga (2014-2016)
ePojisteni.cz Liga (2016-2017)
HET Liga (2017-2018)
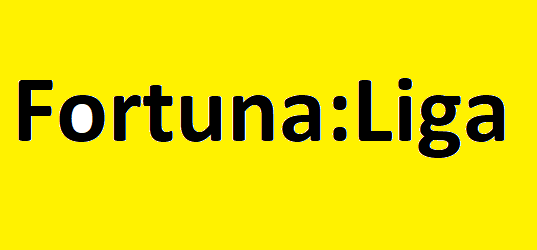
Fortuna Liga (2018-2024)
Chance Liga (Depuis 2024)

## Stades
Quelques règles pour les stades de la 1ère ligue de football
- Tous les stades doivent disposer d'un éclairage artificiel
- Tous les stades doivent avoir un gazon chauffé
- Tous les stades doivent disposer de sièges pour les spectateurs

| Nom                     | Club(s)                    | Ville              | Ouverture (dernière rénovation) | Capacité |
| ----------------------- | -------------------------- | ------------------ | ------------------------------- | -------- |
| Fortuna Arena           | SK Slavia Praha            | Prague             | 1953 (2008)                     | 19,370   |
| epet ARENA              | AC Sparta Praha            | Prague             | 1917 (1994)                     | 18,349   |
| AGC Aréna Na Stínadlech | FK Teplice                 | Teplice            | 1973 (1999)                     | 18,221   |
| Městský stadion         | FC Baník Ostrava           | Ostrava            | 1938 (2012)                     | 15,123   |
| Andrův stadion          | SK Sigma Olomouc           | Olomouc            | 1940 (1998)                     | 12,474   |
| Doosan Arena            | FC Viktoria Plzeň          | Plzeň              | 1955 (2016)                     | 11,700   |
| Stadion u Nisy          | FC Slovan Liberec          | Liberec            | 1934 (2001)                     | 9,900    |
| Malšovická Aréna        | FC Hradec Králové          | Hradec Králové     | 2023                            | 9,300    |
| MFS Miroslava Valenty   | 1. FC Slovácko             | Uherské Hradiště   | 2003                            | 8,000    |
| Střelecký ostrov        | SK Dynamo České Budějovice | České Budějovice   | 1940 (2008)                     | 6,681    |
| Ďolíček                 | Bohemians Prague 1905      | Prague             | 1932 (2013)                     | 6,300    |
| Stadion Střelnice       | FK Jablonec                | Jablonec nad Nisou | 1955 (2005)                     | 6,108    |
| Letná Stadion           | FC Trinity Zlín            | Zlín               | 1953 (2006)                     | 5,848    |
| Městský stadion         | FK Mladá Boleslav          | Mladá Boleslav     | 2005                            | 5,000    |
| Městský stadion         | MFK Karviná                | Karviná            | 2016                            | 4,833    |
| CFIG Aréna              | FK Pardubice               | Pardubice          | 1931 (2023)                     | 4,620    |